# Osjetna toplina
Osjetna toplina ili senzibilna toplina je toplina koju dodajemo nekom tijelu da bi njegova temperatura rasla. Slično tome, kad tijelu oduzimamo toplinu i njegova temperatura pada, oduzeta toplina također se naziva osjetna toplina. To znači da toplina koja uzrokuje promjenu temperature kod nekog tijela naziva se osjetna toplina. Osjetna toplina se može izračunati prema jednakosti:
{\displaystyle Q_{S}=m\cdot c\cdot \Delta T\,.}
gdje je: QS - osjetna ili senzibilna toplina (J), m - masa tijela (kg), c - specifični toplinski kapacitet (J/kgK) i ΔT - promjena temperature (K ili °C). 
Latentna toplina za razliku od osjetne temperature ne uzrokuje promjenu temperature kemijske tvari, na primjer voda kod vrenja ima stalnu temperaturu od 100 °C. Dakle toplina koja uzrokuje promjenu stanja, bez promjene temperature naziva se latentna toplina. Shvaćanje ove razlike, bitno je za shvaćanje upotrebe rashladne tvari u sustavima za hlađenje. Također objašnjava zašto se za određenje učina hlađenja sustava koriste pojmovi poput totalni učin (osjetna  i latentna toplina) i "osjetni ili senzibilni učin"'. Da bi se latentna toplina otklonila iz zraka tijekom postupka hlađenja potrebna je kondenzacija unutar same jedinice (na primjer kod klimatizacije). Osjetni učin je potreban za smanjenje temperature, dak je latentni učin potreban za otklanjanje vlage iz zraka

## Latentna toplina
Latentna toplina je toplina koju neka masa tvari mora predati ili primiti iz okoline kako bi promijenila agregatno stanje (oznaka: L) po jedinici te mase (po kilogramu tvari). Jednakost koja vrijedi je:
{\displaystyle L={\frac {Q_{L}}{m}}.}
gdje je: L - specifična latentna toplina po jedinici mase te tvari (J/kg), QL - toplina koju neka masa tvari mora predati ili primiti iz okoline kako bi promijenila agregatno stanje (J), m - masa tvari (kg). Mjerna je jedinica latentne topline džul po kilogramu (J/kg). Iz te jednakosti dobiva se iznos latentne topline:
{\displaystyle Q_{L}={m}\cdot {L}}
Za svaku kemijsku tvar razlikuju se specifična latentna toplina isparavanja Li (specifična toplina koju neka masa tvari oslobađa prilikom kondenzacije ili koju upija prilikom isparavanja ili vrenja ili toplina isparivanja) i specifična latentna toplina taljenja Lt (specifična toplina koju neka masa tvari oslobađa prilikom skrutnjavanja ili koju upija prilikom taljenja ili toplina taljenja).
Joseph Black je škotski fizičar i kemičar koji je uveo razlikovanje fizikalnih veličina topline i temperature, te uveo fizikalne veličine toplinski kapacitet i latentnu toplinu, pa se smatra osnivačem kalorimetrije. Blackovu spoznaju o većoj energiji vodene pare u odnosu na energiju jednake mase tekuće vode pri istoj temperaturi primijenio je James Watt pri razvoju svojega parnog stroja.